# Kemal Ishmael
Kemal Ishmael (* 6. Mai 1991 in Miami, Florida, Vereinigte Staaten) ist ein ehemaliger US-amerikanischer American-Football-Spieler, der seine gesamte Profikarriere für die Atlanta Falcons auf der Position des Safety in der NFL spielte.

## Karriere
Ishmael spielte College Football für die University of Central Florida. Im NFL-Draft 2013 wurde er von den Atlanta Falcons in der siebten Runde als 243. Spieler ausgewählt. In seiner ersten Saison konnte er sich nicht durchsetzen und kam lediglich auf vier Einsätze. Doch bereits in seiner zweiten Saison gehörte er zum Stammpersonal und erzielte an den Spieltagen 9 bis 11 je eine Interception pro Spiel. Außerdem erzielte er seinen ersten und bisher einzigen Touchdown gegen die Tampa Bay Buccaneers nach einer Interception. Wegen einer Schulterverletzung wurde er am 16. Dezember 2016 auf die Injury-Liste gesetzt. Die Falcons erreichten den Super Bowl LI, welcher mit 28:34 verloren ging. Aufgrund seiner Verletzung konnte er in diesem Spiel jedoch nicht teilnehmen.